# Musique saoule
Albums de Françoise Hardy
Star
(1977) Gin tonic
(1980)
Musique saoule, est le dix-septième album, édité en France et à l'étranger, de la chanteuse Françoise Hardy. L’édition originale est parue en France, en octobre 1978.

## Mise en perspective de l'album
Écrit par Michel Jonasz, sur des musiques d’Alain Goldstein et Gabriel Yared, cet album se révèle être un disque tendant vers la modernité. Depuis les succès de Cerrone, Donna Summer et La Fièvre du samedi soir, le « Disco » bat son plein en France et d’emblée, les télévisions et les radios plébiscitent la nouvelle identité musicale que prend la carrière de la chanteuse. Adoptée par un jeune public, qui n'a pas connu sa renommée dans les années 1960, Françoise Hardy est présente pendant près d’une année dans les hits parades avec la chanson, J'écoute de la musique saoule. Grâce à ce « tube », elle recommence à vendre des disques. Ce titre sera un des succès majeurs de la fin des années soixante-dix. Certains regrettent qu’elle ne soit plus l’auteur des textes – elle n’a écrit qu’un seul titre sur ce disque — et sont dubitatifs devant cette orientation funky et jazzy, D’autant que la chanteuse avoue avoir un peu de mal à trouver ses marques, tant ces rythmes et cet univers lui sont peu familiers. Néanmoins, Gabriel Yared sera présent jusqu’en 1982, pour trois autres réalisations.

## Édition originale de l’album
France, octobre 1978 : microsillon 33 tours/30 cm., Musique saoule, Pathé Marconi/EMI (2C 070-14697).

### Liste des chansons
Les 11 chansons qui composent cet album ont été enregistrées en stéréophonie.
| 1. | J'écoute de la musique saoule                               | Michel Jonasz | Gabriel Yared   | 4:08 |
| 2. | Hallucinogène                                               | Michel Jonasz | Alain Goldstein | 2:52 |
| 3. | Occupé                                                      | Michel Jonasz | Gabriel Yared   | 3:03 |
| 4. | Brouillard dans la rue Corvisart (duo avec Jacques Dutronc) | Michel Jonasz | Gabriel Yared   | 3:10 |
| 5. | Tu m'vois plus tu m'sens plus                               | Michel Jonasz | Michel Jonasz   | 2:45 |

| 1. | Nous deux, nous deux et rien d'autre | Michel Jonasz   | Gabriel Yared   | 3:39 |
| 2. | Swing au pressing                    | Michel Jonasz   | Alain Goldstein | 2:36 |
| 3. | Perdu d'avance                       | Françoise Hardy | Gabriel Yared   | 2:28 |
| 4. | Tip, tap, t'entends mes pas          | Michel Jonasz   | Alain Goldstein | 3:08 |
| 5. | Si je le retrouve un jour            | Michel Jonasz   | Alain Goldstein | 2:12 |
| 6. | Beau Boeing, belle Caravelle         | Michel Jonasz   | Michel Jonasz   | 3:40 |

### Crédits
- Pochette : Photographies réalisées par Albane Navizet.
- Réalisation artistique et orchestrations : Gabriel Yared.
- Batterie et percussions : Pierre-Alain Dahan[2]
- Guitare basse : Jannick Top[2]
- Guitares : Denis Lable et Patrick Tison[2]
- Synthétiseur (moog et polymoog) : Georges Rodi et Michel Cœuriot[2]
- Claviers : Gabriel Yared[2]
- Orgue (Eminent) : Michel Jonasz (A5)[2]
- Chœurs : Arthur Simms (A1, B4), Gabriel Yared (A1)[2]

## Discographie connexe
Abréviations utilisées pour désigner les différents types de supports d'enregistrements :
LP (Long Playing) = Album sur 33 tours (vinyle)
K7 (Compact Cassette) = Album sur Cassette audio
CD (Compact Disc) = Album sur disque compact
SP (Single Playing) = 45 tours (vinyle), 2 titres
Maxi SP (Maxi Single Playing) = 45 tours/30cm (vinyle), 2 titres

### Éditions françaises

#### Album paru sur d’autres supports
- Novembre 1978 : K7, Musique saoule, Pathé Marconi/EMI (2C 266-14697).
- Septembre 1994 : CD, J'écoute de la musique saoule, EMI France (829922 2).

#### Disques promotionnels
Destinés à la promotion de l’album, ces disques sont exclusivement distribués dans les médias (presses, radios, télévisions, exploitants de juke box…), et portent la mention « Vente interdite au public ».

#### Disques 45 tours (vinyle)
- 1978 : SP, J’écoute de la musique saoule, Pathé Marconi/EMI (2C 008 - 17703).

1. J’écoute de la musique saoule (Michel Jonasz / Gabriel Yared).
2. Occupé (Michel Jonasz / Gabriel Yared).

- 1978 : Maxi SP, J’écoute de la musique saoule, version spéciale Disco Mix, Pathé Marconi/EMI (2C 052 - 52822 Z).

1. J’écoute de la musique saoule (Michel Jonasz / Gabriel Yared), 5 min 56 s.
2. Swing au pressing (Michel Jonasz / Alain Goldstein).

### Rééditions françaises de l'album
- Novembre 1978 : LP, J'écoute de la musique saoule, Pathé Marconi/EMI (2C 070-14697).
  - Le titre de la chanson principale est inscrit sur un autocollant apposé au recto de la pochette.
- Novembre 1978 : K7, J'écoute de la musique saoule, 747 Records (1344).
- Décembre 1978 : LP, Musique saoule, Pathé Marconi/EMI (2C 070-14697).
  - Le titre de l'album est imprimé double au recto de la pochette.
- 3 novembre 2017 : LP (vinyle 180 gr.), Musique saouleParlophone/Warner (0 190295 865931).
  - Réplique de l'édition originale.

### Éditions étrangères de l’album
- Allemagne, 1978 : LP, Musique saoule, EMI (1C 064 - 14697).
- Argentine, 1978 : LP, Escucho música soul, EMI (6935).
- Australie, 1978 : LP, Musique saoule, EMI/EMC (2683).
- Canada, 1978 : LP, Musique saoule, EMI/SPAM (67394).
- États-Unis, 1978 : LP, Musique saoule, Odeon/Peters International (PLD 2062).
- Portugal, 1978 : LP, Musique saoule, EMI (8E 072 – 14697).
- Uruguay, 1978 : LP, Escucho música soul, EMI (SPLE 500828).
- Espagne, 1979 : LP, Música ebria, EMI/Pathé (C062-014.697).
- Japon, 1979 : LP, Musique saoule, Epic (25 3P 79).
- Japon, 1990 : CD, Musique saoule, CBS Records/Sony Group "Epic" (ESCA 5192) - (4 988010 519223).
- Pays-Bas, 2005 : CD, J'écoute de la musique saoule, Disky (871153 902567).

## Reprise de chanson
J’écoute de la musique saoule
- 18 mars 2016, Liane Foly : CD, Crooneuse, Smart/Sony Music (8-89853-00672-4).